# Misfits
Misfits este o formație americană cunoscută ca fiind progenitoarea subgenului horror punk, care îmbină punk rock și alte influențe muzicale cu tematica și imagistica filmelor horror. Fondată în 1977 în Lodi, New Jersey de câtre cântărețul și compozitorul Glenn Danzig, a avut o componență instabilă în primii șase ani, Danzig și basistul Jerry Only fiind unicii membri constanți.

## Discografie
Albume de studio
- Static Age (1978) [1]
- 12 Hits From Hell (1980)
- Walk Among Us (1982)
- Earth A.D./Wolfs Blood (1983)
- American Psycho (1997)
- Famous Monsters (1999)
- Project 1950 (2003)
- The Devil's Rain (2011)

## Filmografie
- Animal Room (1995), ca Misfits
- Big Money Hustlas (2000), ca Misfits 1-4 (individually credited)
- Bruiser (2000), ca Misfits
- Campfire Stories (2001), ca Misfits

## Membri

### Membri actuali
- Jerry Only (Gerald Caiafa) – chitară bas (1977–1983, 1995–prezent), back vocal (1977–1983, 1995–2000), vocal (2001–prezent)
- Dez Cadena – chitară, back vocal (2001–prezent)
- Eric "Chupacabra" Arce – baterie (2010–prezent)

### Foști membri
- Glenn Danzig (Glenn Anzalone) – vocal, pian electric (1977–1983)
- Diane DiPiazza – chitară bas (1977)
- Jimmy Battle – chitară (1977)
- Manny Martínez – baterie (1977)
- Franché Coma (Frank Licata) – chitară (1977–1978)
- Mr. Jim (Jim Catania) – baterie (1978)
- Bobby Steele – chitară (1978–1980)
- Joey Image (Joey Poole) – baterie (1978–1979)
- Arthur Googy (Joseph McGuckin) – baterie (1980–1982)
- Doyle Wolfgang von Frankenstein (Paul Caiafa) – chitară (1980–1983, 1995–2001)
- Robo (Roberto Valverde) – baterie (1982–1983, 2005–2010)
- Brian Damage (Brian Keats) – baterie (1983) (decedat în 2010)
- Dr. Chud (David Calabrese) – baterie (1995–2000)
- Michale Graves (Michael Emanuel) – vocal (1995–2000)
- Marky Ramone (Marc Bell) – baterie (2001–2005)